# Agnmyrens naturreservat
Agnmyrens naturreservat är ett naturreservat i Mora kommun i Dalarnas län.
Området är naturskyddat sedan 2018 och är 3,3 hektar stort. Reservatet ligger på Sollerön och omfattar en grodrik damm och dess stränder.